# Noshörningstermiter
Noshörningstermiter (Rhinotermitidae) är en familj i insektsordningen termiter som innehåller omkring 345 arter, uppdelade på 14 olika släkten. 
Noshörningstermiter förekommer i tropiska, subtropiska och varmare tempererade trakter världen över. De bygger underjordiska bon och livnär sig på trä, som de kan tillgodogöra sig tack vare att deras tarmar innehåller särskilda mikroorganismer som kan bryta ner cellulosa. 
Några arter i familjen är ansedda som svåra skadeinsekter, bland annat Coptotermes formosanus, som från sitt naturliga utbredningsområde i södra Kina och Taiwan med människans hjälp har spridits sig och etablerat sig i Sydafrika och USA, där den orsakat betydande ekonomiskt skada på byggnader. En annan art som orsakar stor ekonomisk skada där den förekommer är den nordamerikanska Reticulitermes flavipes. I södra Europa återfinns den vitt spridda arten Reticulitermes lugifugus som skadegörare.
Ett av de tidigaste kända utvecklingsmässiga spåren för familjen är Archeorhinotermes rossi, en art i ett numera utdött släkte som hittats i fossiliserad kåda. Fyndet gjordes i Myanmar och har daterat till tidsperioden krita. Denna termit har uppmärksammats för sina mycket speciella käkar, varav den ena var anmärkningsvärt lång och skarpt tandad.